# Ahondjinnako
Ahondjinnako è un arrondissement del Benin situato nella città di Lalo (dipartimento di Kouffo) con 5.798 abitanti (dato 2006).